# Строгановка (Приазовский район)
Строгановка (укр. Строганівка) — село,
Ботиевский сельский совет,
Приазовский район,
Запорожская область,
Украина.
Код КОАТУУ — 2324581403. Население по переписи 2001 года составляло 596 человек.

## Географическое положение
Село Строгановка находится на левом берегу реки Корсак, в 2-х км от Азовского моря,
выше по течению на расстоянии в 6 км расположено село Богдановка,
на противоположном берегу — село Ботиево.

## История
- 1861 год — дата основания.

## Экономика
- «Чайка», детское оздоровительное заведение.
- Частный пансионат «Кристалл-класс» (база отдыха) (недоступная ссылка — история).

## Объекты социальной сферы
- Клуб.
- Больница.

## Галерея
- Бюст Ивана Богуна
- Памятник погибшим в Великой Отечественной войне 1941-1945
- Памятный знак жертвам Голодомора
- Памятник народам-переселенцам (украинцам, русским, грекам, болгарам, албанцам)
- Композиция «Моление о чаше»